# Powiat Kamo (Shizuoka)
Powiat Kamo (jap. 賀茂郡 Kamo-gun) – powiat w Japonii, w prefekturze Shizuoka. W 2024 roku liczył 36 724 mieszkańców.

## Miejscowości
- Higashiizu
- Kawazu
- Minamiizu
- Matsuzaki
- Nishiizu